# Med Danmarks regentpar i Kina
|  | Denne artikel er oprettet af botten Steenthbot ud fra en ekstern database. Den kan derfor have sproglige fejl eller mangler. Denne skabelon kan fjernes efter kontrol af indholdet. |

Med Danmarks regentpar i Kina er en dansk dokumentarfilm fra 1979 instrueret af Carl Otto Petersen efter eget manuskript.